# Sally Carbon
Sally Carbon, född den 14 april 1967 i Cottesloe, Australien, är en australisk landhockeyspelare.
Hon tog OS-guld i damernas landhockeyturnering i samband med de olympiska landhockeytävlingarna 1988 i Seoul.